# Federico Balzaretti
Federico Balzaretti (* 6. Dezember 1981 in Turin, Italien) ist ein ehemaliger italienischer Fußballspieler.
Balzaretti zeichnete sich vor allem durch seine Schnelligkeit und seine gute Technik aus.

## Karriere
Der Defensivspezialist Balzaretti spielte in der Jugend bei Torino Calcio, seine Profilaufbahn startete er beim Varese FC und der AC Siena. Im Jahre 2002 kehrte er zu Torino zurück und entwickelte sich zum Stammspieler in der Serie B.
Im Juli 2005 wechselte der junge Verteidiger zum Rekordmeister Juventus Turin in die Serie A, die höchste italienische Spielklasse. Nachdem er anfangs von Trainer Fabio Capello überhaupt nicht berücksichtigt worden war, kam Balzaretti in der zweiten Hälfte der Saison 2005/06 öfter zum Einsatz.
Nachdem die Juve im Sommer 2006 wegen des Manipulationsskandals 2005/06 in die Serie B zwangsabsteigen musste und viele Stars den Klub verlassen hatten, wurde Federico Balzaretti unter dem neuen Trainer Didier Deschamps zum Stammspieler auf der linken Seite. Er absolvierte in der Saison insgesamt 40 Partien und war eine der tragenden Säulen in der Mannschaft, die den direkten Wiederaufstieg schaffte.
Im Juni 2007 wechselte Federico Balzaretti für 3,8 Mio. Euro zur AC Florenz, wo er in der Hinserie der Saison 2007/08 jedoch nur auf sechs Einsätze kam. Im Januar 2008 wurde er für den gleichen Betrag von der US Palermo verpflichtet und unterzeichnete einen Vertrag bis 2011 beim sizilianischen Verein.
Zur Saison 2012/13 wechselte Balzaretti innerhalb der Serie A zur AS Rom, wo er einen Dreijahresvertrag bis zum 30. Juni 2015 unterschrieb.
Am 17. November 2010 debütierte Balzaretti im Länderspiel gegen Rumänien in der Squadra Azzurra.

## Erfolge und Auszeichnungen
- Italienische Meisterschaft: 2005/06 1 (mit Juventus Turin)
- Italienische Serie-B-Meisterschaft: 2006/07 (mit Juventus Turin)
- Vize-Europameister:  2012
- Team des Jahres der Serie A: 2012